# Guerra dos Sexos
Guerra dos Sexos é uma telenovela brasileira produzida e exibida pela TV Globo de 6 de junho de 1983 a 6 de janeiro de 1984, em 185 capítulos. Substituindo Final Feliz e sendo substituída por Transas e Caretas, foi a 31ª "novela das sete" exibida pela emissora.
Escrita por Sílvio de Abreu, com colaboração de Carlos Lombardi, a novela abordou, conforme o nome indicava, os conflitos entre homens e mulheres. A trama contou com a direção geral e núcleo de Jorge Fernando e Guel Arraes.
Contou com as atuações de Fernanda Montenegro, Paulo Autran, Glória Menezes, Tarcísio Meira, Mário Gomes, Maitê Proença e Lucélia Santos.

## Enredo
Esta comédia rasgada, que durou sete meses no ar, tem como pano de fundo a disputa entre homens e mulheres. Cada grupo tentando provar sua superioridade sobre o outro. O fio condutor começa quando os primos Charlô (Fernanda Montenegro) e Otávio (Paulo Autran) (que se tratam pelos apelidos jocosos de Cumbuca e Bimbo e tiveram um tumultuado namoro na adolescência) recebem como herança de seu tio Enrico a cadeia de lojas Charlô's e a mansão onde moram.
Os atritos entre os primos, tanto em casa como no escritório, tornam essa convivência impossível. Charlô faz a Otávio uma proposta: um dos herdeiros deverá abrir mão de sua parte em nome do outro, numa arriscada aposta de cem dias, período que Charlô e sua equipe têm para elevar o lucro das Lojas Charlô's em uma percentagem estipulada. Caso contrário ela perde tudo. Começa aí uma verdadeira guerra dos sexos. De um lado, Otávio e Felipe (Tarcísio Meira); do outro, Charlô, Roberta Leone (Glória Menezes), Vânia (Maria Zilda Bethlem) e Juliana (Maitê Proença). Felipe é filho adotivo de Charlô. Forma com Otávio uma dupla trapaceira e ardilosa, capaz de tudo para impedir o objetivo de Charlô, Roberta, Vânia e Juliana. Elas, porém, não contam com a traição de Carolina (Lucélia Santos), sobrinha de Roberta e filha do engraçado casal Nieta (Yara Amaral) e Dino (Ary Fontoura). Ela é, na verdade, uma forte aliada de Otávio. A jovem se envolve com Felipe, fazendo-o romper seu antigo namoro com a bela e sensual Vânia, que tenta desmascarar Carolina a qualquer preço. Otávio e Felipe ainda contarão com a ajuda da ambiciosa Veruska (Sônia Clara), ex-secretária e amante de Vitório Leone (Carlos Zara), falecido marido de Roberta, dona da fábrica de confecções Ravello Sport, com a qual as Charlô's mantêm um contrato de exclusividade que Otávio e Felipe querem quebrar.
Já Juliana, filha de Felipe, rompe o caso com o fotógrafo Fábio (Herson Capri), por estar apaixonada pelo motorista Nando (Mário Gomes), disputando-o com a irmã Analu (Ângela Figueiredo) e depois com Roberta Leone, que, mesmo com a diferença de idade, luta para conquistá-lo e consegue.

## Produção
Guerra dos sexos causou uma revolução dramatúrgica no modo de fazer humor. Com um humor ácido, nonsense e escrachado, Silvio de Abreu se inspirou não só em filmes nacionais como também nos grandes clássicos do cinema americano da década de 1930.
Antes de ser produzida e lançada, havia um grande risco de rejeição à novela pelo fato dela ser voltada unicamente para o humor e não haver tantas vertentes dramáticas como nas novelas tradicionais
| “                                                                        | Em Guerra dos Sexos, tinha um bando de gente louca brigando por uma posição profissional. (…) Primeiro eu achava que poderia assustar a audiência, mas imaginei que, se eu tivesse o aval de atores importantes, que o público respeitasse e de quem gostasse, ele iria digerir tudo melhor | ” |
| — O autor Silvio de Abreu ao livro Autores, Histórias da Teledramaturgia | |   |

A trama também inovou ao fazer os personagens interagirem com o público, quando olhavam para câmera e falavam diretamente com quem estava assistindo.
Dentro da novela havia muitas referências a outras novelas, já exibidas ou em exibição. Muitas delas eram citadas por Nieta (Yara Amaral), que era uma personagem noveleira. Além disso, também foram feitas várias homenagens e referências ao cinema americano. Isso era percebido não apenas por citações, mas também pela trilha sonora deles
Guerra dos sexos foi exibida ainda durante a ditadura Militar e sofreu várias censuras. Por exemplo, o romance de Fábio (Herson Capri) e Juliana (Maitê Proença) foi mal visto pelos censores por conta do adultério, pois era casado com Manuela (Ada Chaseliov). Vânia (Maria Zilda) e Kiko (Diogo Vilela) também eram personagens mal vistos: ela por ser mulher e independente e ele por ser mau exemplo para os jovens
As cenas das Lojas Charlô's foram gravadas no Shopping Eldorado, que na época tinha pouco tempo de inauguração.

## Elenco
| Ator/Atriz          | Personagem                                                |
| ------------------- | --------------------------------------------------------- |
| Fernanda Montenegro | Charlotte de Alcântara Pereira Barreto (Charlô) / Cumbuca |
| Fernanda Montenegro | Altamiranda de Souza Silva                                |
| Paulo Autran        | Otávio de Alcântara Rodrigues e Silva (Bimbo)             |
| Paulo Autran        | Dominguinhos de Souza Silva                               |
| Glória Menezes      | Roberta Leone                                             |
| Tarcísio Meira      | Felipe de Alcântara Pereira Barreto                       |
| Lucélia Santos      | Carolina Carneiro                                         |
| Maitê Proença       | Juliana de Alcântara Pereira Barreto                      |
| Claudia Raia        | Amanda de Alcântara                                       |
| Mário Gomes         | Orlando Cardoso (Nando)                                   |
| Maria Zilda Bethlem | Vânia Trabucco de Moraes                                  |
| Ary Fontoura        | Dinorah Carneiro (Dino)                                   |
| Yara Amaral         | Antonieta Carneiro (Nieta)                                |
| Herson Capri        | Fábio Marino                                              |
| José Mayer          | Ulisses da Silva                                          |
| Edson Celulari      | Zenon da Silva                                            |
| Cristina Pereira    | Afrodite Aparecida da Silva (Frô)                         |
| Sônia Clara         | Veruska Brandão                                           |
| Hélio Souto         | Nenê Gomalina / Irineu Carneiro                           |
| Marilu Bueno        | Olívia Krauss                                             |
| Ângela Figueiredo   | Ana Luísa de Alcântara Pereira Barreto (Analu)            |
| Diogo Vilela        | Carlos Henrique Leone (Kico)                              |
| Ada Chaseliov       | Manuela Marino                                            |
| Leina Krespi        | Semíramis da Silva                                        |
| Helena Ramos        | Lucilene                                                  |
| Terezinha Sodré     | Leda                                                      |
| Paulo César Grande  | Ronaldo                                                   |
| Lys Beltrão         | Dalete                                                    |
| Fernando José       | Montanha Duncrezio                                        |
| Wilson Grey         | Ismael                                                    |
| Kika Borja          | Helena (Heleninha)                                        |
| Beth Waimberg       | Divina                                                    |
| Tatiana Issa        | Cissa Marino                                              |

### Participações especiais
| Ator/Atriz          | Personagem |
| ------------------- | --- |
| Carlos Zara         | Vitório Leone |
| Oswaldo Loureiro    | Joca |
| Nildo Parente       | Tabelião que lê o testamento do Tio Enrico                                                                                                |
| Afrânio Gama        | policial que prende Ronaldo e Leda por atentado ao pudor                                                                                  |
| Alcione Mazzeo      | Arlene (amiga de Juliana, dos tempos do Colégio Dante                                                                                     |
| Alexandre Marques   | cliente tímido atendido por Vânia na Charlô’s                                                                                             |
| Alfredo Martins     | amigo que Felipe encontra em um restaurante quando está com Carolina                                                                      |
| Álvaro Aguiar       | Oscar Moreira Setúbal (banqueiro com quem Roberta janta com Nando)                                                                        |
| Ana Maria Magalhães | Sabrina |
| Aracy Balabanian    | Greta (uma das ex-mulheres de Felipe) |
| Antonio Viana       | do corpo de diretores da Ravello |
| Beatriz Lyra        | Gertrudes (mulher do banqueiro Oscar Moreira Setúbal, no jantar com Roberta e Nando)                                                      |
| Beatriz Portella    | Pepa |
| Berta Loran         | Souza (da dupla Souza & Souza, os auditores que apuram o resultado da aposta)                                                             |
| Camilo Bevilacqua   | Wanderley Salivas (sócio de Rose na agência de publicidade                                                                                |
| Carlos Kroeber      | Moshe (Moisés Maurício, amigo de Vitório e Otávio, de quem Vitório comprou o diamante)                                                    |
| Carlos Vereza       | Rodrigo Ramirez (empresário do boxe a quem Nenê apresenta Ulisses)                                                                        |
| Catalina Bonaky     | velhinha chefe de uma quadrilha que assalta Roberta e Nando no Rio de Janeiro                                                             |
| Chaguinha           | Agenor (operário da Ravello mancomunado com Verusca para sabotar a empresa)                                                               |
| Chico Tenreiro      | padre perdido na selva com uma criança, salvo por Charlô, no início                                                                       |
| Cláudio Gaya        | Dr. Fernando (advogado de Roberta) / o Diabo (quando Vitório e Verusca se encontram no inferno, no último capítulo)                       |
| Cláudio Tovar       | Dr. Fernando |
| Edilásio Junior     | funcionário do hotel no Rio de Janeiro onde se hospedam Felipe e Carolina, Roberta e Nando                                                |
| Edwiges Gomes       | da agência de publicidade, escolhe uma modelo nas fotos de Fábio                                                                          |
| Edyr de Castro      | uma paquera de Felipe |
| Eliana Araújo       | funcionária da Ravello |
| Eliezer Motta       | Luigi (alfaiate de Otávio) |
| Ema D'Ávila         | Dona Dedé (cartomante procurada por Manuela)                                                                                              |
| Eva Wilma           | Beth (uma das ex-mulheres de Felipe) |
| Felipe Carone       | Vitorino Pimenta (empresário do boxe a quem Nenê apresenta Ulisses)                                                                       |
| Francisco Dantas    | juiz no julgamento de Carolina, pela sabotagem do desfile                                                                                 |
| Francisco Silva     | vendedor de quem Nando rouba cachorros-quentes na praia, no Rio de Janeiro                                                                |
| Fredman Ribeiro     | um dos policiais no camburão que dão carona a Nando e Roberta no Rio de Janeiro                                                           |
| Flávio São Thiago   | policial que investiga o suposto rapto de Analu por Nando, no início                                                                      |
| Haylton Farias      | advogado de Nando e Juliana na audiência de divórcio                                                                                      |
| Hélio Ribeiro       | recepcionista do hotel no Rio de Janeiro onde se hospedam Felipe e Carolina, Roberta e Nando                                              |
| Henriqueta Brieba   | Berenice Vasconcelos |
| Ilva Niño           | mulher cujo filho Charlô resgatou da selva, no início                                                                                     |
| Irene Ravache       | Bárbara (uma das ex-mulheres de Felipe)                                                                                                   |
| Íris Bruzzi         | organizadora da festa hollywoodiana que Charlô promove em homenagem a Roberta                                                             |
| Ísis de Oliveira    | loira com quem Zenon partiu no trem para o Rio de Janeiro, nas lembranças de Carolina                                                     |
| Ivan Correia        | funcionário da loja Charlô’s |
| Jacqueline Laurence | Mireille Darrieux (caso de Otávio do passado, com quem Charlô pretendia firmar um negócio, mas foi enganada por Otávio)                   |
| Jayme Periard       | Gera (funcionário da loja Charlô’s) |
| Jonas Torres        | Steve (garoto gringo de quem Nando pretende roubar 1 dólar, no Rio de Janeiro)                                                            |
| Jorge Fernando      | guarda do zoológico, repreendendo Felipe e Natália; na Bienal, repreendendo Charlô e Dominguinhos; e no prédio, dando acesso ao heliporto |
| José Steinberg      | Fritz (prepara o jantar com violinos que Felipe oferece a Roberta no seu apartamento)                                                     |
| Ken Kaneko          | casal de japoneses turistas no táxi que Nando toma para perseguir Verusca                                                                 |
| Lilian Lemmertz     | Walkíria (ex-amante de Zenon que dispensa-o)                                                                                              |
| Márcia Couto        | funcionária da loja Charlô’s |
| Mario Lago          | juiz no julgamento do recurso que Charlô interpôs após perder a aposta                                                                    |
| Manfredo Colassanti | Antero Vasconcelos |
| Milton Carneiro     | Souza (da dupla Souza & Souza, os auditores que apuram o resultado da aposta)                                                             |
| Mônica Torres       | paquera de Felipe na boate, ele acaba bêbado e ela se enche dele                                                                          |
| Monique Alves       | Ana Luísa (amiga de Juliana, dos tempos do Colégio Dante Alighieri)                                                                       |
| Ney Galvão          | como ele mesmo, desenha os modelos do desfile promovido por Charlô na loja                                                                |
| Nélia Paula         | Ludmila Petrovna (professora de balé que ensina Nando a desfilar)                                                                         |
| Nelson Dantas       | Advogado de Felipe e Otávio no julgamento do recurso de Charlô após perder a aposta                                                       |
| Nica Bonfim         | Lucila (falsa motorista contratada por Charlô para a vaga de Nando quando ele é demitido)                                                 |
| Regina Casé         | Carlotinha Bimbati (amiga fofoqueira de Frô, no último capítulo)                                                                          |
| Regina Duarte       | Alma (terceira mulher do Bigode Preto, enviada de Otávio para irritar e amedrontar Charlô, enquanto ele estava desaparecido)              |
| Rejane Goulart      | como ela mesma, entre as modelos no desfile da Ravello                                                                                    |
| Renata Sorrah       | Blanche (primeira mulher do Bigode Preto, enviada de Otávio para irritar e amedrontar Charlô, enquanto ele estava desaparecido)           |
| Rosita Thomaz Lopes | Florisa Verute (advogada de Charlô no julgamento do recurso após perder a aposta)                                                         |
| Renée de Vielmond   | Dolores (uma das ex-mulheres de Felipe)                                                                                                   |
| Simon Khoury        | Giocondo Salgado (amigo de Otávio mancomunado com ele para que Roberta assine um contrato falso)                                          |
| Suely Franco        | Alessandra do Lago (segunda mulher do Bigode Preto, enviada de Otávio para irritar e amedrontar Charlô, enquanto ele estava desaparecido) |
| Susana Vieira       | Marlene (uma das ex-mulheres de Felipe)                                                                                                   |
| Tânia Scher         | Marivalda (amiga de Nenê, paga para beijar Nando na praia enquanto ele fotografa os dois)                                                 |
| Vanessa Alves       | massagista, com Fábio e Felipe, no início                                                                                                 |
| Vera Gimenez        | Natália (uma paquera de Felipe) |
| Waldyr Sant'anna    | Arimatéia Torquato da Silva (delegado que prende o pessoal da vila após uma confusão)                                                     |
| Zezé Macedo         | mulher que pensa que Felipe está flertando com ela no restaurante                                                                         |

## Exibição

### Reprise
Foi reprisada na Sessão Aventura entre 02 de janeiro a 02 de junho de 1989, em 109 capítulos.

### Outras Mídias
Em 4 de julho de 2022, foi disponibilizada pelo Globoplay, como parte do Projeto Resgate. Sem o capítulo 113 que não pôde ser recuperado pela plataforma.

### Exibição internacional
A novela foi exibida, entre outros países, na Bolívia, Canadá, Chile, Equador, Espanha, Estados Unidos, Itália, Nicarágua, Paraguai, Peru, Portugal, República Dominicana, Uruguai e Venezuela.

## Adaptações
A TV Globo realizou um remake da telenovela, exibido entre 1º de outubro de 2012 e 26 de abril de 2013, no horário das 19h e de autoria, novamente, de Sílvio de Abreu e direção de Jorge Fernando. Contou com Tony Ramos, Irene Ravache, Glória Pires, Edson Celulari, Reynaldo Gianecchini, Mariana Ximenes, Bianca Bin, Eriberto Leão, Drica Moraes e  Luana Piovani nos papéis principais. A atriz Marilu Bueno reprisou seu papel como a governanta Olívia..

## Trilha sonora

### Nacional
1. "Adivinha o Quê?" – Lulu Santos (tema de Nando)
2. "Dançar Com Você" – Agnaldo Timóteo (tema de Nenê Gomalina)
3. "Bobagens, Meu Filho, Bobagens" – Caetano Veloso (tema de Fábio)
4. "Anjo" – Roupa Nova (tema de Juliana)
5. "Paixão" – Fafá de Belém
6. "Só as Estrelas" – Sandra Sá (tema de Nando e Juliana)
7. "Guerra dos Sexos" – The Fevers (tema de abertura)
8. "Viva" – Kleiton & Kledir (tema de locação: São Paulo)
9. "Campo de Força" – Sérgio Sá
10. "Lua Cheia" – Raul Seixas (tema de Carolina)
11. "Eu Te Arraso" – Sandra Pêra (tema de Vânia)
12. "Cartão Postal" – Olívia Hime (tema de Roberta)
13. "É a Vida Que Diz" – Zizi Possi
14. "Ensaios de Amor" – Emílio Santiago

### Internacional
1. "True" – Spandau Ballet
2. "Stop In The Name Of Love" – The Hollies
3. "Hold Me Till The Morning Comes" – Paul Anka feat. Peter Cetera (tema de Juliana)
4. "So Many Men, So Little Time" – Miquel Brown
5. "Straight from The Heart" – Bryan Adams (tema de Nando e Juliana/Felipe e Carolina)
6. "Nobody's Diary" – Yazoo
7. "Teardrops On My Pillow" – Chris Joker Band (tema romântico geral: Roberta, Nando, Juliana e Fábio)
8. "Baby Jane" – Rod Stewart
9. "In Your Eyes" – George Benson
10. "Always Something There to Remind Me" – Naked Eyes
11. "Band Of Gold" – Sylvester
12. "Words" – F.R. David (tema de Vânia e Ulisses)
13. "Por..." – Emmanuel (tema de Roberta)
14. "Jungle Queen" – Robert Sacchi